# Moselland eG
Die Moselland eG mit Sitz in Bernkastel-Kues im rheinland-pfälzischen Landkreis Bernkastel-Wittlich ist die größte deutsche Winzergenossenschaft.

## Geschichte
1968 schlossen sich die Gebietswinzergenossenschaft des Kreises Cochem in Ernst, die Winzergenossenschaft Mittelmosel in Wehlen sowie die Hauptkellerei in Koblenz zur Moselland eG zusammen. Sukzessive kamen weitere Genossenschaften aus dem Weinbaugebiet Mosel hinzu. Ab dem Jahr 2000 expandierte die Moselland eG in andere Weinbaugebiete in Rheinland-Pfalz. So wurden die Mitglieder der Nahe Winzer eG (Bretzenheim) aufgenommen, später fusionierte die Moselland eG mit der Rietburg Weingenossenschaft eG (Rhodt unter Rietburg). Zudem wurden Kooperationen und Beteiligungen mit der Niersteiner Weingenossenschaft eG und der Weinland Rheingau eG geschlossen.
Heute ist die Moselland eG die größte deutsche Winzergenossenschaft. Sie zeichnet für rund 10 % des Gesamtumsatzes der deutschen Winzergenossenschaften verantwortlich.

## Anbaugebiete
Heute ist die Moselland eG in vier der sechs rheinland-pfälzischen Weinbaugebiete aktiv: Mosel, Nahe, Rheinhessen und Pfalz.

## Produktion
Die Produktpalette umfasst Weine unterschiedlicher Rebsorten. Im Geschäftsjahr 2018/2019 wurden 21,5 Millionen Liter Wein produziert. 80,9 % davon waren Qualitätsweine, 11,8 % Prädikatsweine und 7,3 % Tafel- und Landweine.

## Mitglieder
Per 30. Juni 2019 hatte die Genossenschaft 1.783 Mitglieder.

## Struktur
Moselweine werden unter der Marke Moselland vermarktet. Für die Weine der anderen Tochtergesellschaften bestehen die Tochtergesellschaften bzw. Marken Rietburg Weingenossenschaft, Niersteiner Weingenossenschaft und Weinvertrieb Nahetal.